# Tongobriga
Tongobriga ist der Name einer römischen Stadt im Norden Portugals, die auf eine vorrömische Siedlung mit ungebrochener Siedlungskontinuität zurückgeht.

## Lage
Die Siedlung, deren maximale Ausdehnung auf ca. 7 ha geschätzt wird, liegt um und zum Teil unterhalb der Ortschaft Freixo in der Gemeinde Marco de Canaveses im Norden Portugals.
Das Siedlungsareal erstreckt sich über einen annähernd Nord-Süd ausgerichteten Höhenrücken in der durch die Flüsse Tâmega und Douro geprägten Landschaft.

## Geschichte
Anhand einer bereits 1882 im Ort gefundenen römischen Inschrift und der Erwähnung des zwischen Douro und Minho gelegenen Τουντό-βριγα bei Ptolemäus ist die Identifikation der Siedlung mit Tongobriga heute weitgehend akzeptiert.

### Forschung
Erste Ausgrabungen begannen 1980 unter der Leitung von Lino Augusto Tavares Dias und werden kontinuierlich durch die am Ort 1990 gegründete „Escola Profissional de Arqueologia“ fortgesetzt. Aktuell (2017) sind zwei Grabungsareale für die Öffentlichkeit zugänglich. Der nördliche Bereich im Ortszentrum, der dem 2010 eröffneten Centro interpretativo „Vida Quotidiana“ angeschlossen ist, sowie der weiter südlich extra muros gelegenen Thermen und Forumsbereich.
Seit 1986 ist die Fundstelle mit einer Größe von ca. 50 ha als Monumento Nacional eingetragen und geschützt.

### Archäologie
Bisher erlauben die archäologischen Funde eine Datierung der Gründung der römischen Stadt in augusteische Zeit. Am Ende des 1. und im 2. nachchristlichen Jahrhundert erfolgte eine deutliche Ausweitung des Siedlungsareals und die Errichtung von Forum, Thermen und Tempeln verdeutlicht die stark gestiegene wirtschaftliche Bedeutung von Tongobriga in dieser Zeit. Südlich der Stadtmauer ergrabene Brandgräber des 3. u. 4. Jahrhunderts, die Reste einer frühchristlichen Basilika unter der heutigen Kirche sowie die Erwähnung von Tongobriga als suebische Kirchengemeinde belegen eine kontinuierliche Besiedlung bis ins 6. Jahrhundert.

#### Wohnviertel

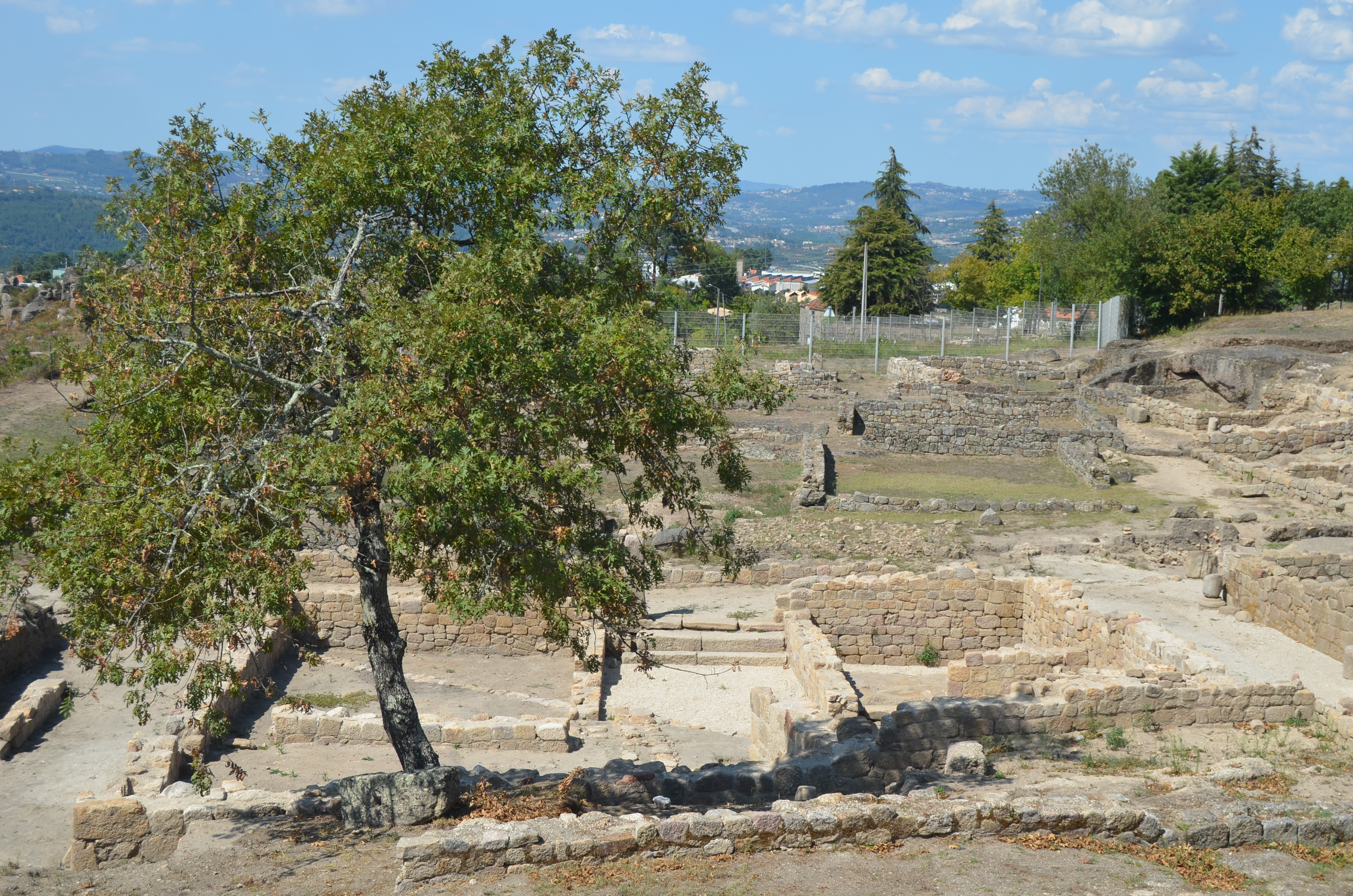
Das nördliche Wohnviertel

Das nördliche Siedlungsareal im Zentrum der heutigen Ortschaft ist nur über das angeschlossene Museum, das eine sehr überschaubare Anzahl von Funden präsentiert, für die Besucher zugänglich.
Auf dem zu weiten Teilen erodierten Plateau finden sich einzelne Rund- und Rechteckhäuser in einheimischer, vorrömischer Tradition, wie sie aus der Castrokultur zahlreich belegt sein.
Unmittelbar angrenzend liegen römische villae urbanae, zum Teil mit Atrium, die sich an einem rechtwinkligen Straßensystem orientieren. Die räumliche Nähe einheimischer vorrömischer Bauformen und römischer villae beleuchtet in einzigartiger Weise die fortschreitende Romanisierung der Siedlung im 1. und 2. Jahrhundert n. Chr. Gegenüber dem Museum wurden bei Ausgrabungen in der Kirche Reste einer frühchristlichen Basilika (5. und 6. Jahrhundert) sowie ein Mosaikfußboden freigelegt (nicht öffentlich zugänglich).
Folgt man der Hauptstraße hangabwärts Richtung Süden, erstreckt sich östlich am Hang, kurz vor Erreichen der südlichen Stadtmauer, ein weiteres Areal mit Rundhäusern und südlich davon Teile der rekonstruierten Stadtmauer.
Direkt außerhalb der Stadtmauer, ebenfalls am östlichen Hang, wurden Brandgräber des 3. und 4. Jahrhunderts ergraben.
Ebenfalls südlich außerhalb der Stadtmauer, westlich des Gräberfeldes, erstrecken sich das Forum, die Pedra Formosa und die römische Thermenanlage auf einem kleineren Plateau.

#### Forum
Das langrechteckige Forum mit einer Größe von 112 × 75 m wurde am Kreuzungspunkt verschiedener römischer Straßen erbaut, deren wichtigste vermutlich die von Bracara Augusta (Braga) nach Emerita Augusta (Mérida) in Spanien war.

#### Thermen
Unmittelbar nordwestlich an das Forum angrenzend wurden die Thermen errichtet, deren aufgehendes Mauerwerk heute noch zum Teil bis in 5 m Höhe erhalten ist. Neben dem Praefurnium sind auch der Kalt- und Warmwasserbereich erhalten. Das Forum wurde vom 1. Jahrhundert n. Chr. bis in das 5. Jahrhundert n. Chr. genutzt.

#### Pedra Formosa

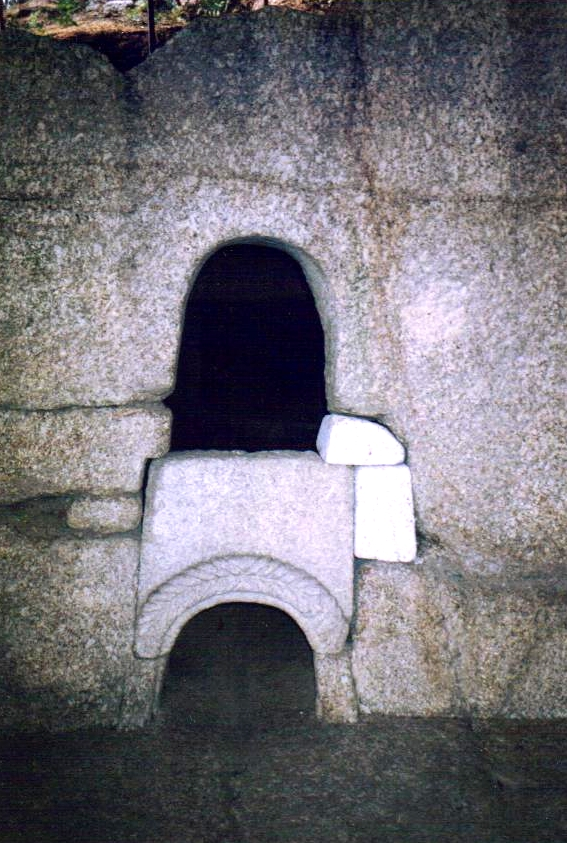
Pedra Formosa in Tongobriga

Westlich an die Thermen schließt die Pedra Formosa an; eine kleine zweiräumige Anlage mit Vorraum, deren Zugang vom Vorraum mit einer Steinplatte verschlossen ist. Der Zugang in den Innenraum ist nur durch eine kleine Öffnung möglich, die sich in der Platte befindet. Vergleichbare Anlagen fanden sich in den befestigten vorrömischen Siedlungen von Briteiros und Sanfins. Allerdings ist die Anlage von Tongobriga vollständig aus dem anstehenden Fels herausgearbeitet.
Die Interpretation dieser vorrömischen Anlage ist bisher noch umstritten und reicht von einer profanen Nutzung als (Dampf-)Bad bis hin zu einer sakralen Anlage.